# Shrek
Shrek é um filme norte-americano de 2001 de animação computadorizada dos gêneros fantasia, aventura e comédia produzido pela PDI/DreamWorks, distribuído pela DreamWorks Pictures e dirigido por Andrew Adamson e Vicky Jenson. É livremente inspirado pelo livro Shrek!, escrito por William Steig e lançado em 1990, e de alguma forma também serve como uma paródia, alvejando outros filmes baseados em fantasias infantis, grande parte da Disney. O filme é estrelado por Mike Myers no papel-título, além de contar com Eddie Murphy, Cameron Diaz e John Lithgow nos principais personagens.
Os direitos a uma adaptação do livro foram originalmente comprados em 1991 por Steven Spielberg, antes da fundação da DreamWorks, quando ele pensou em fazer um filme tradicionalmente animado baseado no livro. Entretanto, John H. Williams convenceu-o a levar a ideia à produtora em 1994, quando foi fundada, e rapidamente Shrek foi colocado em um ativo desenvolvimento, após a compra dos direitos em 1995. O protagonista inicialmente seria interpretado por Chris Farley, gravando aproximadamente entre 80-90% do texto. Após a morte do ator antes de terminar as gravações, Myers foi levado para trabalhar o personagem, cujo após a primeira gravação ele decidiu gravar com um sotaque escocês. Ainda, originalmente, a produção seria em movimento capturado, mas após resultados fracassados, o estúdio resolveu pedir ajuda à PDI para dar seu último toque de animação.
Tendo uma receita de US$ 484.4 milhões em todo o mundo, a obra de 2001 foi um sucesso comercial e crítico. Shrek recebeu também divulgação em cadeias alimentares, como Baskin-Robbins, que promoveu o lançamento em DVD, e Burger King. Foi aclamado como um filme animado digno de interesse adulto, com diversas piadas e temas direcionados a este público mas um enredo simples o suficiente para apelar às crianças. Em sua trilha sonora, é notável o uso de música popular; Smash Mouth, Eels, Joan Jett, The Proclaimers, Jason Wade, Baha Men e John Cale, que, por sua vez, regravou uma canção de Leonard Cohen. O filme recebeu o primeiro Oscar de melhor filme de animação e, na mesma premiação, foi indicado à melhor roteiro adaptado. Foi posto ainda à concorrer a seis prêmios da British Academy of Film and Television Arts, incluindo o BAFTA de melhor ator coadjuvante pela interpretação de Eddie Murphy como Burro, e recebeu o BAFTA de melhor roteiro adaptado. O personagem principal recebeu uma estrela na Calçada da Fama em maio de 2010.
O grande sucesso do filme ajudou a estabelecer a DreamWorks Animation como um dos melhores estúdios de animação do mundo, tornando-a concorrente direta da Pixar na produção de animações computadorizadas. Três sequências foram lançadas — Shrek 2 (2004), Shrek Terceiro (2007) e Shrek para Sempre (2010) —, além de dois especiais, um de Natal: Shrek the Halls (2007); e um de Halloween: Scared Shrekless (2010); e dois spin-offs: Puss in Boots (2011) e Puss in Boots: The Last Wish (2022). Um quinto filme da franquia está em desenvolvimento, segundo fontes. O sucesso também inspirou outros produtos, como jogos eletrônicos, um musical e até uma revista em quadrinhos publicada pela Dark Horse Comics.
Shrek é considerado um dos filmes de animação mais influentes da década de 2000 e um dos maiores filmes de animação já feitos. A Biblioteca do Congresso dos Estados Unidos selecionou o filme para preservação no National Film Registry em 2020, tornando-se o primeiro filme de animação do século XXI a ser preservado.

## Enredo
Shrek, um temido e aterrorizante ogro verde que ama a solidão em seu pântano, vê sua vida interrompida quando diversas criaturas de contos de fada são exiladas para lá por ordem do maligno Lorde Farquaad. Shrek anuncia que irá conversar com Farquaad para mandá-los de volta ao seus lugares de origem. Ele leva consigo um Burro tagarela e animado que conheceu junto às criaturas.
Enquanto isso, Farquaad tortura o Homem-Biscoito para dar a localização dos demais personagens de contos de fada, até que seus guardas surgem com um objeto que ele estava procurando: o Espelho Mágico. Ele pergunta ao espelho se seu reino é o mais justo de todos, mas a resposta que Farquaad recebe é que ele ainda não é um rei, e para tornar-se o tal, ele deve se casar com uma princesa. O espelho lhe oferece três opções, e ele escolhe a Princesa Fiona, que está presa em uma torre de um antigo castelo rodeado por lava e sob a cautela de um dragão. O espelho tenta mencionar uma "pequena coisa que acontece à noite", mas o lorde não lhe dá ouvidos.
Shrek e Burro chegam no palácio de Farquaad em Duloc, onde acabam no meio de uma disputa. O vencedor teria o "privilégio" de resgatar Fiona para Farquaad se casar com ela. Os dois derrotam facilmente os outros cavaleiros, e Farquaad concorda em retirar os seres mágicos do pântano se Shrek lhe trazer Fiona.
Após uma longa jornada, a dupla chega ao castelo e se separam para encontrar a princesa. Burro encontra o dragão e conversa suavemente com a fera, antes de descobrir que se trata de um dragão fêmea. A dragão se apaixona pelo Burro, e o leva para seus aposentos. Shrek encontra a princesa em seu quarto, que fica chocada com sua falta de romantismo. Quando vão embora, ele salva seu amigo, preso nas garras da Dragão, o que faz com o que o animal persiga os três, mas acaba ficando presa fora do castelo. Inicialmente, Fiona fica entusiasmada por ser resgatada, mas se frustra após Shrek tirar seu capacete e revelar-se um ogro.
A caminho de Duloc e já próximo ao final da tarde, Fiona insiste que eles devem parar e acampar, onde Shrek encontra uma montanha de rochas, semelhante a uma caverna para ela dormir. Os dois amigos observam as estrelas, e Shrek diz que vai construir um muro em volta de seu pântano quando voltar. Quando Burro pergunta o motivo, ele tristemente confessa que todo mundo o julga antes de conhecê-lo; então, ele se sente melhor sozinho, mesmo com o amigo dizendo que não o julgou imediatamente ao conhecê-lo.
Na manhã seguinte, os três continuam a viagem, quando encontram Monsieur Hood - uma versão francesa de Robin Hood - e seu bando no caminho. Eles atacam Shrek, que é salvo por Fiona, relevando-se uma especialista em artes marciais. Com o tempo, Shrek e Fiona descobrem que possuem muita coisa em comum e acabam se apaixonando. Já próximos ao seu destino, eles param em um moinho de vento para Fiona dormir. Quando Burro escuta sons estranhos vindos de dentro, ele descobre que Fiona se transformou em uma ogra. Ela explica sua maldição de infância que se manifesta toda noite, por isso estava presa, já que só o beijo do amor verdadeiro vai devolvê-la a sua "verdadeira forma". Shrek, prestes a confessar seus sentimentos para Fiona, parcialmente os escuta e se aborrece quando confunde o desgosto de Fiona com a sua transformação com o desgosto dela com ele. Pela manhã, Fiona resolve revelar seu segredo para Shrek, quando ele surge com Lorde Farquaad e parte de seus homens. Fiona vai para Duloc com eles, enquanto Shrek, magoado, termina sua amizade com Burro, lembrando da conversa dos dois na noite anterior.
Apesar de ter sua solidão de volta, Shrek fica desolado e chora por Fiona. Furioso com o ogro, Burro vai ao pântano, onde Shrek diz que escutou a conversa dos dois. Burro diz que eles estavam falando de outra pessoa e Shrek parece se redimir. Os amigos se desculpam, e Burro informa que a princesa se casará até o final do dia, encorajando Shrek a entrar em ação para ganhar o amor de Fiona. Eles viajam para Duloc rapidamente, graças à Dragão, que escapou de seus confins e seguiu Burro.
Shrek interrompe o casamento antes que os noivos se beijem. Ele diz que Farquaad não é seu verdadeiro amor e que só está se casando com ela para se tornar rei. O sol se põe, o que faz com o que Fiona se transforme na frente de todos. O lorde, desgostoso com a noiva, ordena que Shrek seja morto e ela presa. Shrek assobia para a Dragão que entra com o Burro no local e devora Farquaad. O casal de ogros admite seu amor um pelo outro e trocam um beijo apaixonado. Fiona é banhada em luz e sua maldição é quebrada, mas se surpreende pelo fato de que ainda é uma ogra, já que pensou que se tornaria linda com o fim da maldição, ao que, Shrek responde que ela já está linda. Eles se casam no pântano e partem para a lua-de-mel, enquanto Burro e os outros convidados celebram, cantando a música "I'm a Believer".

## Elenco
| Personagem                       | Voz Original                                  | Dubladores                                     |
| -------------------------------- | --------------------------------------------- | ---------------------------------------------- |
| Shrek                            | Mike Myers                                    | Bussunda                                       |
| Burro                            | Eddie Murphy                                  | Mário Jorge                                    |
| Princesa Fiona                   | Cameron Diaz                                  | Fernanda Crispim                               |
| Lord Farquaad                    | John Lithgow                                  | Cláudio Galvan                                 |
| Monsieur Hood                    | Vincent Cassel                                | Guilherme Briggs                               |
| Biscoito                         | Conrad Vernon                                 | Marcelo Coutinho                               |
| Lobo Mau                         | Aron Warner                                   | Luiz Carlos Persy                              |
| Pinóquio                         | Cody Cameron                                  | Manolo Rey                                     |
| Os Três Porquinhos               | Cody Cameron                                  | José Luiz Barbeito                             |
| Três Ratos Cegos                 | Simon J. Smith Mike Myers Christopher Knights | Alexandre Moreno Anderson Coutinho Ettore Zuim |
| Thelonius                        | Christopher Knights                           | Anderson Coutinho                              |
| Espelho Mágico                   | Chris Miller                                  | Márcio Simões                                  |
| Geppetto                         | Chris Miller                                  | Miguel Rosenberg                               |
| Capitão da Guarda                | Jim Cummings                                  | Jorge Lucas                                    |
| Velha Senhora (Ex-dona do Burro) | Kathleen Freeman                              | Geisa Vidal                                    |
| Bebê Urso                        | Bobby Block                                   | Caio César                                     |
| Peter Pan                        | Michael Galasso                               | João Cappelli                                  |
| Bispo de Duloc                   | Val Bettin                                    | Miguel Rosenberg                               |

## Produção

### Desenvolvimento
"Cada contrato de desenvolvimento começa com o primeiro passo, e o meu passo veio do meu filho que estudava no jardim de infância, junto com seu irmão da pré-escola. Depois de ler Shrek! pela segunda vez, meu filho começou a citar grandes segmentos do livro fingindo que pudesse lê-los. Mesmo eu sendo um adulto, eu achei Shrek ultrajante, irreverente, iconoclástico, durão e muito divertido. Ele era um grande personagem para um filme à procura de um filme".

—John H. Williams, sobre a inspiração para criar Shrek.
Quando a DreamWorks foi fundada, o produtor John H. Williams pegou o livro Shrek!, de William Steig, de seus filhos, e quando ele levou ao estúdio, a obra despertou a atenção de Jeffrey Katzenberg e foi decidido que a DreamWorks a adaptaria para um filme. Depois de comprar os direitos do filme, Katzenberg colocou rapidamente o filme em um ativo desenvolvimento, em novembro de 1995. Steven Spielberg tinha pensado em fazer uma película tradicionalmente animada baseada no livro, quando ele pagou pelos direitos em 1991, antes da fundação do estúdio, onde Bill Murray interpretaria Shrek e Steve Martin interpretaria Burro. No início da produção, o co-diretor Andrew Adamson recusou-se a ser intimidado por Jeffrey, e teve uma discussão com ele sobre quanto o filme deveria apelar para o público adulto. Katzenberg queria os dois públicos, mas pensou que algumas das ideias de Adamson, como incluir piadas sexuais e canções de Guns N' Roses na trilha sonora, eram um pouco exageradas. Andrew e Kelly Asbury se juntaram em 1997 para co-dirigir a produção. Entretanto, Asbury deixou o projeto um ano depois para trabalhar no filme Spirit: Stallion of the Cimarron (2002), e foi substituída por Vicky Jenson. Os dois decidiram trabalhar no filme em metades, para que a equipe pudesse saber a quem se dirigir para com perguntas específicas sobre as sequências. "Nós acabamos fazendo bastante coisa", disse Adamson. "Nós dois somos meio fora de controle, e queríamos fazer tudo."
Os primeiros esboços da casa de Shrek foram feitos entre 1996 e 1997 usando Adobe Photoshop, mostrando o personagem vivendo inicialmente em um depósito de lixo perto de uma aldeia humana chamada Wart Creek. Também foi pensado uma vez que ele vivia com seus pais e mantinha peixe podre em seu quarto. Burro foi modelado com base em Pericles (nascido em 1994; também conhecido como Perry), uma verdadeira miniatura de macaco do Barron Park, localizado em Palo Alto, Califórnia. Raman Hui, supervisor de animação do filme, disse que Fiona "não foi baseada em nenhuma humana", e que fez diversos esboços para a personagem e fez 100 esculturas até os diretores escolherem o design final. No começo da produção, os diretores de arte visitaram o Castelo Hearst, a cidade de Stratford-upon-Avon e o Dordonha para se inspirarem. Douglas Rogers visitou uma plantação de magnólia em Charleston, Carolina do Sul para ajudar na construção do pântano do ogro verde. Dentre os personagens planejados e não utilizados, estão Cachinhos Dourados e Bela Adormecida.

### Seleção de elenco

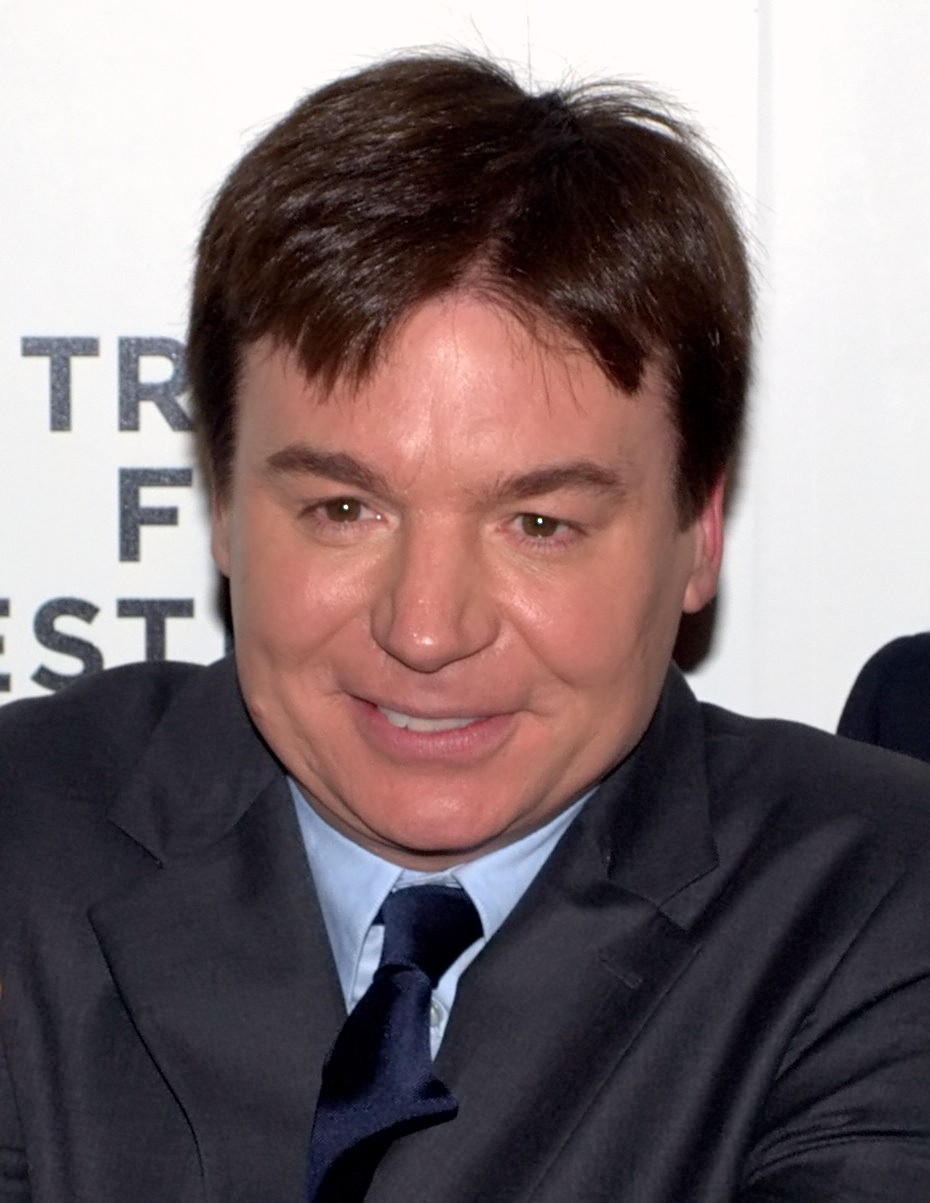
Mike Myers foi escolhido para interpretar Shrek após a morte de Chris Farley.

Nicolas Cage foi inicialmente convidado para o papel de Shrek, mas ele recusou porque não queria parecer um ogro. Em 2013, quando dublou uma outra animação da DreamWorks, The Croods, Cage explicou: "Quando você é desenhado, de certa forma isso diz mais sobre como as crianças vão te ver do que qualquer outra coisa, e eu me importo muito com isso.
Chris Farley foi o primeiro escolhido para fazer a voz de Shrek, gravando entre 80 e 90% (95% de acordo com o irmão de Farley, Tom) do diálogo do personagem, mas morreu antes de concluir o projeto. A DreamWorks então selecionou Mike Myers como a voz principal, que insistiu para que o roteiro fosse re-escrito, não deixando nenhum traço da versão de Farley do protagonista. Depois de completar todo o processo de gravação, quando o filme ainda estava em produção, Mike pediu para re-gravar suas linhas com um sotaque escocês, similar ao que sua mãe usava ao contar histórias para dormir e que ele usou em diversos papéis, como os de So I Married an Axe Murderer e Austin Powers: The Spy Who Shagged Me. Depois de ouvir a nova versão, Katzenberg concordou em refazer as cenas, dizendo: "Estava tão bom que nos tomou $4 milhões de animação e fizemos de novo". O ator disse: "Eu recebi uma carta de Spielberg me agradecendo por me preocupar com o personagem... e disse que o sotaque escocês melhorou o filme". Com a nova voz de Myers ao personagem, outras ideias vieram. Introduziram mais clareza em certos pontos da história, piadas mais frescas e pedaços de comédia.
Outra pessoa planejada para fazer uma voz no filme foi Janeane Garofalo, que estava estabelecida para estrelar junto à Farley como a Princesa Fiona. Entretanto, ela foi demitida do projeto com uma pequena explicação. Anos mais tarde, ela comentou: "Nunca me disseram porque [fui demitida]. Eu presumo que é por que eu soo como um homem às vezes? Não sei porquê. Ninguém nunca me disse... Mas, sabe, o filme não deu em nada, então quem se importa?"

### Animação
Shrek foi originalmente planejado para ser um híbrido de live-action e imagens geradas por computador (CGI), com cenários em miniatura e os personagens compostos em cena usando a técnica de captura de movimento, através de um sistema de câmera ExpertVision Hires Falcon 10 para capturar e aplicar movimentos humanos realistas aos personagens. Uma equipe enorme foi contratada para fazer um teste, e após um ano e meio de pesquisa e desenvolvimento, o teste foi finalmente exibido em maio de 1997. O resultado não foi satisfatório, com Katzenberg dizendo: "Ficou terrível, não funcionou, não ficou engraçado e não gostamos". O estúdio então formou uma parceria com a Pacific Data Images (PDI), que iniciou a produção junto à DreamWorks em 1998 e ajudou o filme a ter seu último toque de animação. Nessa época, Antz ainda estava em concepção, e Aron Warner pediu para o supervisor de efeitos Ken Bielenberg "começar o desenvolvimento de Shrek". Similarmente a outros filmes da PDI, foi utilizado um software de animação próprio. Entretanto, para alguns elementos, a equipe também tirou proveito de alguns dos programas de CGI mais potentes do mercado. Tal uso é provado com o Maya, que a empresa utilizou para a maior parte das roupas e para o cabelo de Fiona e Farquaad.
"Nós trabalhamos muito no personagem e sua configuração, e depois ficávamos mudando enquanto fazíamos a animação", notou Raman Hui. "Em Antz, tínhamos um sistema facial que nos dava todos os músculos faciais debaixo da pele. Em Shrek, aplicamos no corpo todo. Então, se você prestar atenção nele quando ele fala, você vê que quando ele abre a mandíbula, ele forma um 'queixo duplo', porque nós temos a gordura e os músculos por baixo. Demorou bastante para acertarmos esse tipo de detalhe." Uma das maiores dificuldades na hora de montar o filme foi fazer com que as pelicas de Burro fluíssem suavemente para não se parecer com as de Chia Pet. Esse cuidado recaiu à equipe de animadores de pavimentação, que usou controles de fluxo para proporcionar uma pele com diversos atributos, como a capacidade de mudar de direção, ficar deitado, rodopiar, etc. A função do grupo de efeitos visuais, liderado por Ken Bielenberg, era fazer as pelicas reagirem às condições ambientais. Uma vez que a tecnologia foi dominada, ela foi capaz de ser aplicada em diversos aspectos do filme, como gramas, musgos, barba e sobrancelha, e até fios sobre a túnica de Shrek. Fazer cabelos humanos realistas foi diferente de fazer as pelicas de Burro, necessitando de um processo de renderização separado e muita atenção das equipes de luminosidade e efeitos visuais.
Aron Warner disse que os criadores "imaginaram um ambiente mágico em que você pode mergulhar". Shrek inclui 36 diferentes locações em-filme para criar o mundo da película, o que a DreamWorks disse que era mais do qualquer filme animado anterior. As locações foram finalizadas e, como demonstrado pelas últimas produções em CGI do estúdio, cor e clima eram de extrema importância.

### Música
Shrek é o terceiro filme animado da DreamWorks, e o único na série, a ter Harry Gregson-Williams junto à John Powell para compor a partitura, após Antz (1998) e Chicken Run (2000).
O filme introduziu um novo elemento para dá-lo uma perspectiva única. Foi feito uso de música pop e alguns Oldies para fazer a história seguir em frente. Regravações de canções como "On the Road Again" e "Try a Little Tenderness" foram incluídas à trilha sonora. Quando a produção estava quase concluída, Katzenberg sugeriu aos cineastas refazer o término do filme em prol de fazer o público "sair com uma grande risada"; ao invés de um desfecho com um livro fechando sobre Shrek e Fiona enquanto viajam sob o pôr do sol, eles decidiram incluir a canção "I'm a Believer", em uma versão cover por Smash Mouth, e mostrar todas as criaturas de contos de fada.

Embora a versão de Rufus Wainwright para "Hallelujah" aparecesse na trilha sonora, é a voz de John Cale que aparece no filme. Em uma entrevista para uma rádio, ele disse que sua versão não apareceu no filme devido ao "teto de vidro" que ele estava batendo por conta de sua sexualidade. Uma explicação alternativa conclui que, por Wainwright ser um artista da DreamWorks e Cale não ser, questões de licenciamento proibiram a voz de John de aparecer no álbum, apesar dos cineastas quererem ter a sua releitura no filme.
| N.º | Título                                                     | Artista(s)                           | Duração |  |
| 1.  | "Stay Home"                                                | Self                                 | 2:32    |  |
| 2.  | "I'm a Believer"                                           | Smash Mouth                          | 3:10    |  |
| 3.  | "Like Wow!"                                                | Leslie Carter                        | 3:35    |  |
| 4.  | "It Is You (I Have Loved)"                                 | Harry Gregson-Williams e Dana Glover | 3:59    |  |
| 5.  | "Best Years of Our Lives"                                  | Baha Men                             | 2:57    |  |
| 6.  | "Bad Reputation"                                           | Halfcocked                           | 2:21    |  |
| 7.  | "Beautiful Freak"                                          | Eels                                 | 2:12    |  |
| 8.  | "You Belong to Me"                                         | Jason Wade                           | 2:42    |  |
| 9.  | "All Star"                                                 | Smash Mouth                          | 3:21    |  |
| 10. | "Hallelujah (canção de Leonard Cohen)#Versão de John Cale" | Rufus Wainwright                     | 4:09    |  |
| 11. | "I'm on My Way"                                            | The Proclaimers                      | 3:40    |  |
| 12. | "I'm a Believer (Reprise)"                                 | Eddie Murphy                         | 1:14    |  |
| 13. | "True Love's First Kiss" (Música cinematográfica)          |                                      | 3:11    |  |

### Resenhas da crítica

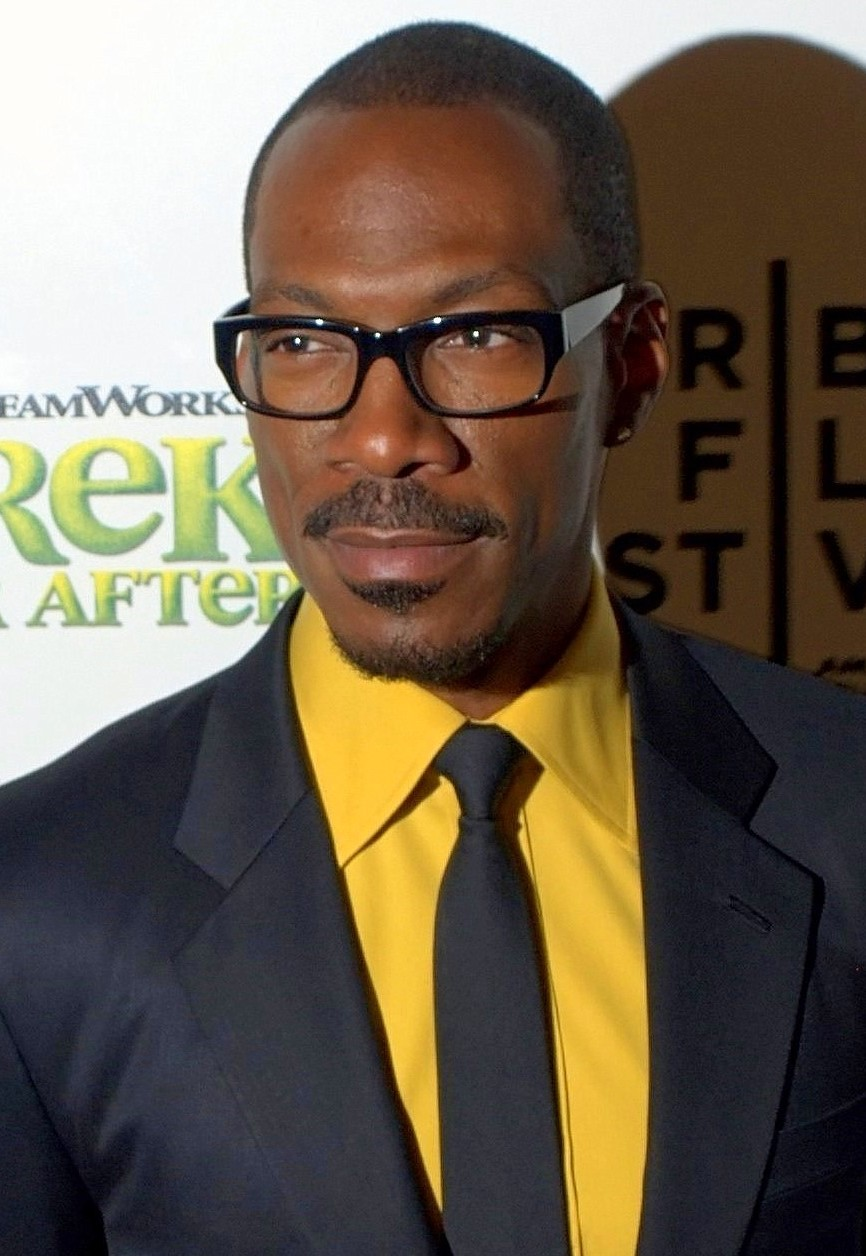
Ambos os repórteres que escreveram para o USA Today e a Time foram positivos quanto à dublagem de Eddie Murphy (foto) como Burro.